# Mettingen
Mettingen ist eine Gemeinde in der Region Tecklenburger Land (Kreis Steinfurt) im nördlichen Teil des Bundeslandes Nordrhein-Westfalen. Der seit 1992 staatlich anerkannte Erholungsort wird wegen seiner geschichtlichen Bedeutung für das Tüötten-Wesen auch Tüöttendorf genannt.

## Geografie

### Geografische Lage

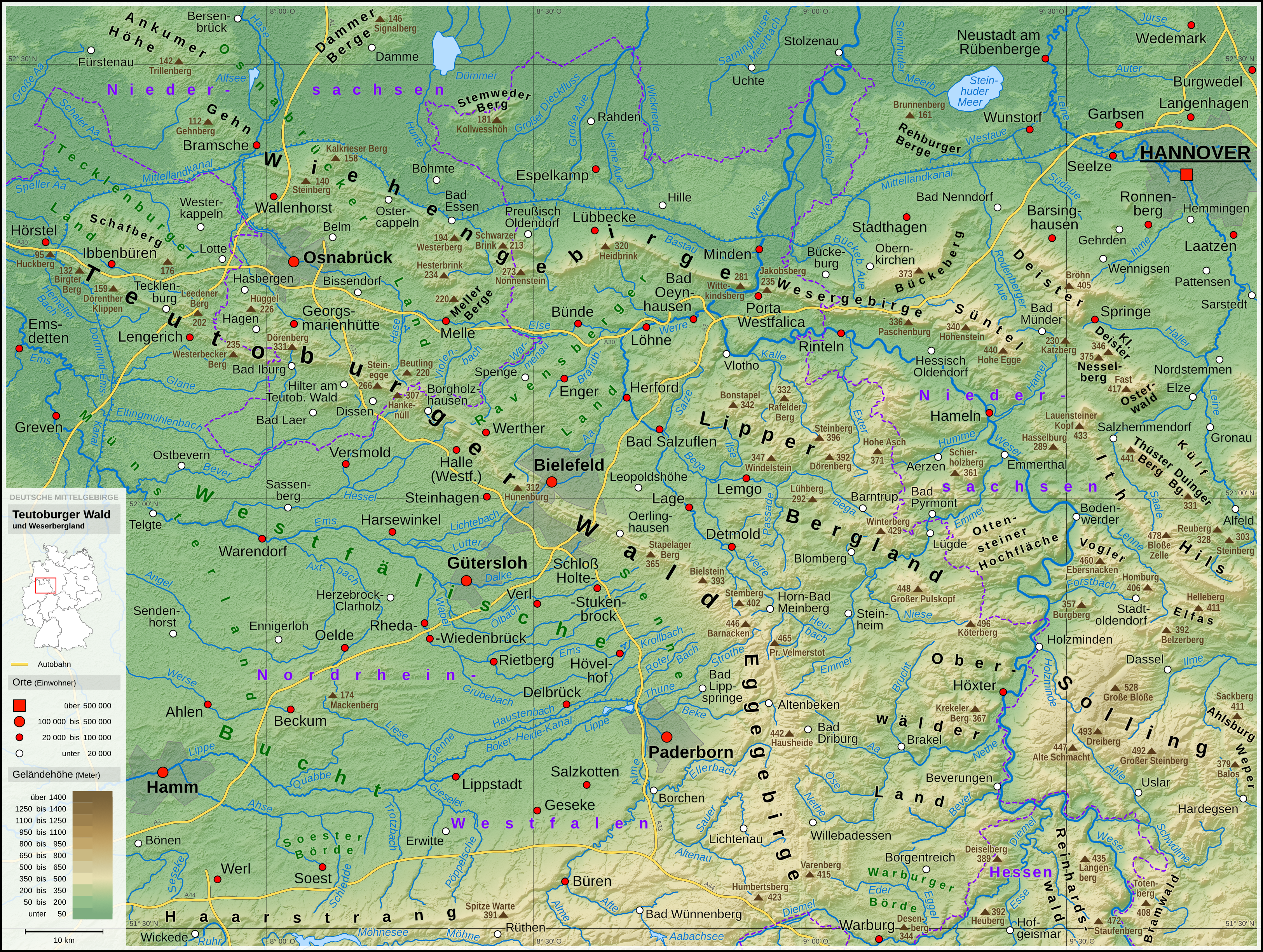
Schafberg und Teutoburger Wald

Die Gemeinde Mettingen liegt im Norden des Tecklenburger Landes an der Landesgrenze zu Niedersachsen. Sie liegt im nordöstlichen Teil des Kreises Steinfurt im Regierungsbezirk Münster zwischen den Städten Osnabrück und Rheine. Zur niedersächsischen Stadt Osnabrück sind es rund 20 Kilometer, zur nordmünsterländischen Stadt Rheine rund 30 Kilometer. Der Mittellandkanal sowie die Mettinger Aa, ein linker Nebenfluss der Großen Aa, verlaufen im Norden des Gemeindegebiets.

### Geologie
Im südlichen Gemeindegebiet befindet sich die rund 176 Meter hohe Ibbenbürener Bergplatte, eine paläozoische Bruchscholle, die auch Schafberg genannt wird. Südlich von ihr beginnen die Ausläufer des Teutoburger Waldes, der sich weiter in Richtung Osten erstreckt.

### Gemeindegliederung
Die Gemeinde besteht aus dem Ortskern Mettingen sowie den Bauerschaften Ambergen, Berentelg, Bruch, Höveringhausen, Katermuth, Lage, Muckhorst, Nierenburg, Nordhausen, Querenberg, Schlickelde, Schniederberg, Wiehe, Wolfer.

### Nachbargemeinden
Mettingen grenzt im Westen an die Gemeinde Recke, im Norden an die niedersächsische Gemeinde Neuenkirchen, im Osten an die Gemeinde Westerkappeln und im Süden an die Stadt Ibbenbüren.

### Flächennutzung
Rund 70 % der Gemeindefläche werden landwirtschaftlich genutzt. Die Aufteilung der Flächennutzung kann der folgenden Tabelle entnommen werden:
| Flächennutzung           | Fläche in ha |
| ------------------------ | ------------ |
| Landwirtschaftsflächen   | 2818         |
| Wald- und Forstflächen   | 443          |
| Wasserflächen            | 66           |
| Moorflächen              | 10           |
| Straßen, Wege und Plätze | 225          |
| Bebaute Grundstücke      | 469          |
| Sonstige Flächen         | 30           |
| Gesamtfläche             | 4061         |

### Naturschutzgebiete

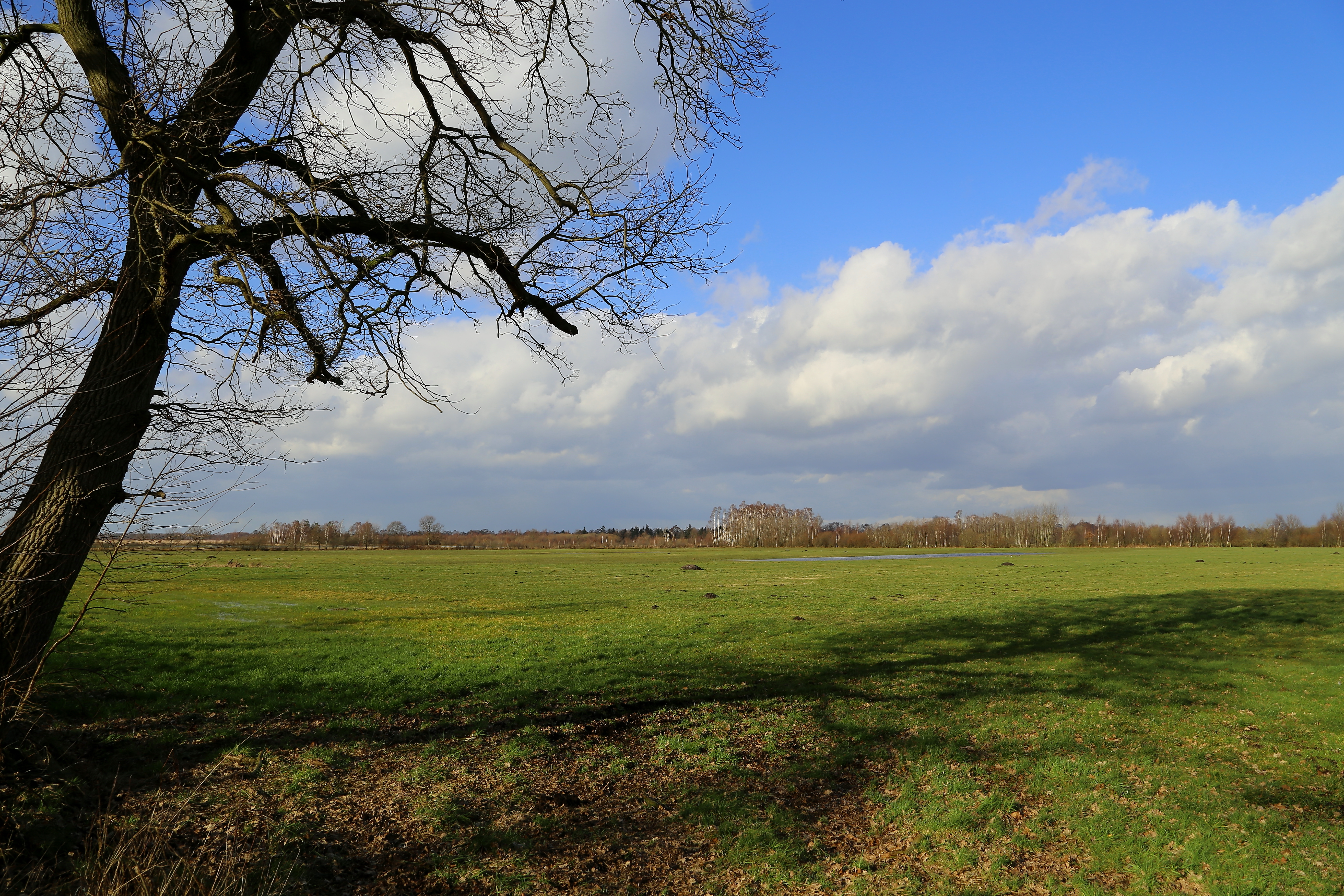
NSG Mettinger Moor

Das Naturschutzgebiet Mettinger Moor liegt im nördlichen Gemeindegebiet und umfasst 135,67 Hektar. Zusammen mit dem Recker Moor ist es der südöstliche Teil eines größeren Hochmoorgebietes, das östlich der Ortschaft Recke und nördlich des Mittellandkanals in die weichselzeitlichen Talsandplatten der „Plantuener Sandebene“ eingelagert ist. Das weitgehend abgetorfte Gebiet steht seit 1987 unter Naturschutz.
Das Naturschutzgebiet Rote Brook ist 11,40 Hektar groß und befindet sich am Oberlauf des Roten Baches im östlichen Gemeindegebiet direkt an der Grenze zur Gemeinde Westerkappeln. Das den Bachabschnitt umgebende Feuchtgrünland- und Feuchtwaldgebiet steht seit 1988 unter Schutz.
Als weiteres Naturschutzgebiet befindet sich ein sehr kleiner Teil der Düsterdieker Niederung auf Mettinger Gemeindegebiet. Es ist der westlichste Zipfel eines 1130,60 Hektar großen Feuchtwiesenschutzgebiets und steht bereits seit 1983 unter Schutz.

## Geschichte

### Stadtentwicklung

Grafschaft Lingen, 1560

Grafschaft Tecklenburg, 1560

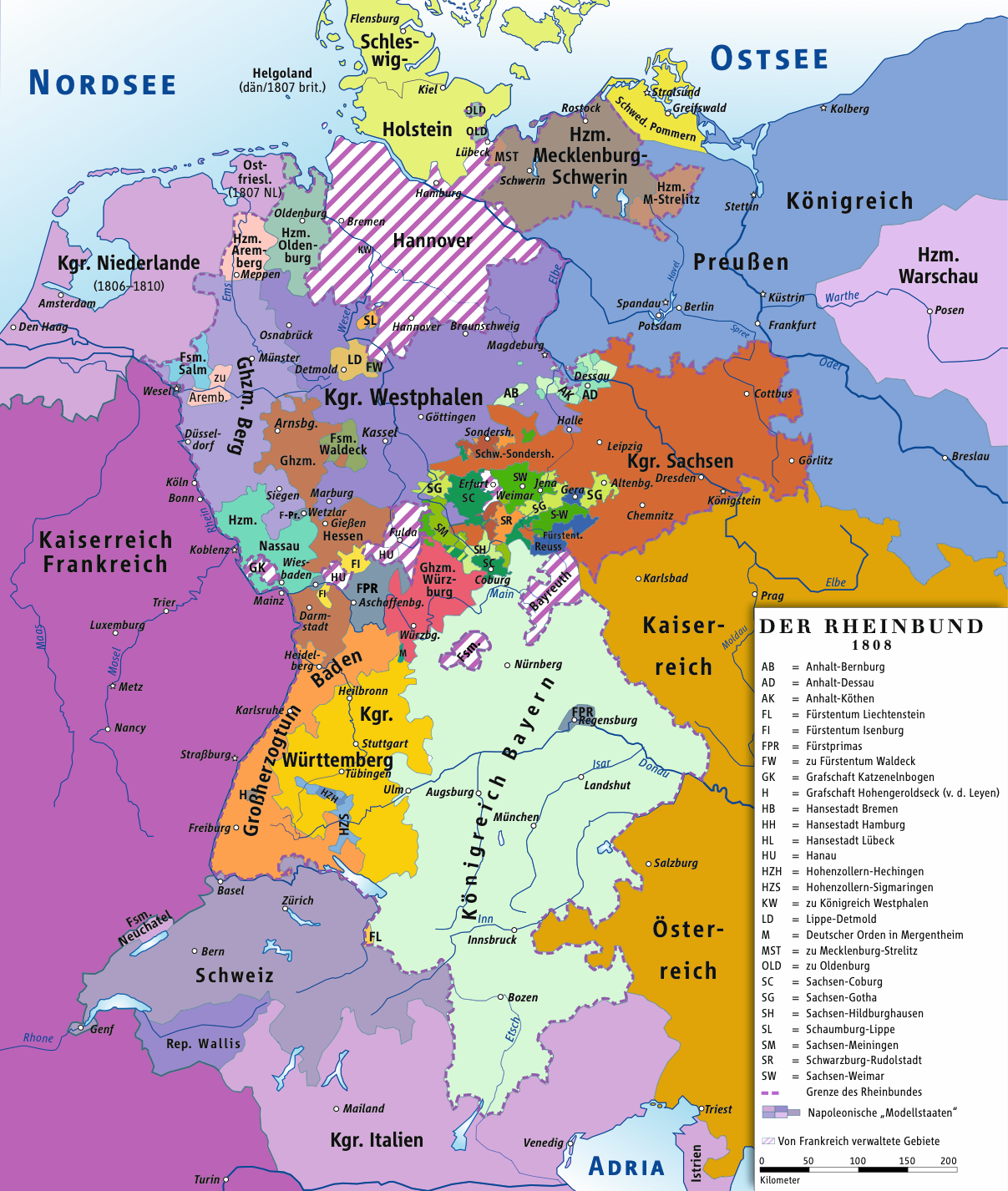
Rheinbund mit dem Großherzogtum Berg, 1808

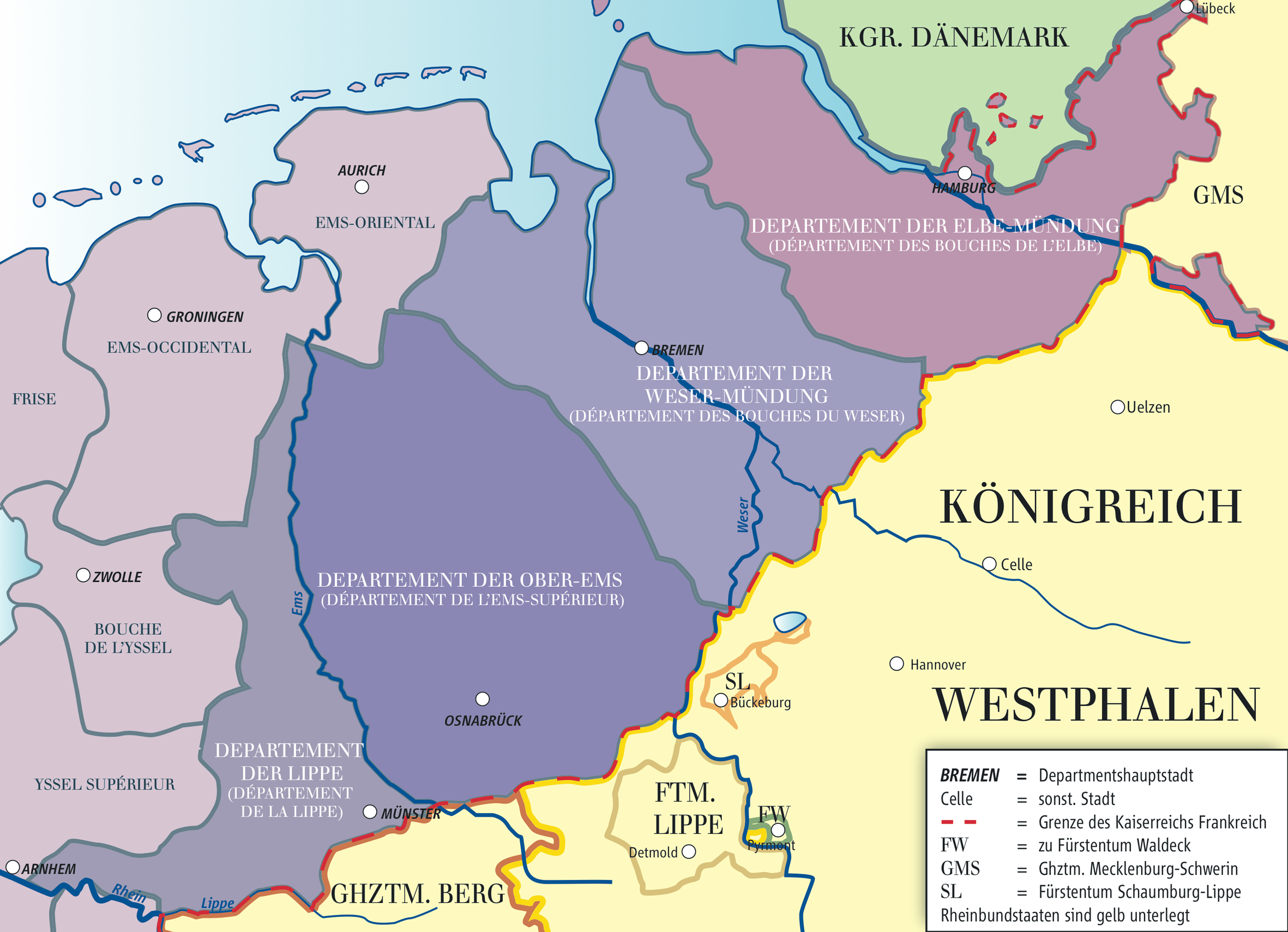
Département de l’Ems-Supérieur, 1811

Der Ortsname Mettingen wurde 1088 zum ersten Male urkundlich in einem Güterverzeichnis des Bistums Osnabrück erwähnt, das Bischof Benno II. von Osnabrück auf seinem Sterbebett dem Abt des Klosters Iburg Norbert von Iburg übergab. Er bezeichnete einen befestigten adligen Gutshof, der den Haupthof in der gleichnamigen Ortschaft bildete und dem Kloster Iburg den Zehnten abführen musste. Von 1196 bis in die Mitte des 15. Jahrhunderts ist ein Adelsgeschlecht von Mettingen nachgewiesen, das Besitzungen auf Mettinger Gebiet unterhielt. Das heutige Mettinger Wappen geht auf ein Siegel von Gerhard von Mettingen zurück, der ab 1231 als tecklenburgischer Ministeriale tätig war.
Vom 13. Jahrhundert bis 1548 stand Mettingen unter der Herrschaft der Grafen von Tecklenburg. Die Grafschaft Tecklenburg reichte von Lingen im Nordwesten bis Lienen im Südosten und war von den Hochstiften Münster und Osnabrück umgeben. Aus dem nördlichen Teil dieses Herrschaftsgebietes entwickelte sich später die Grafschaft Lingen, bestehend aus einer Obergrafschaft mit den benachbarten Kirchspielen Mettingen, Ibbenbüren, Brochterbeck und Recke, sowie einer Niedergrafschaft um Lingen herum.
Graf Nikolaus II. von Tecklenburg-Schwerin als weltlicher Machthaber war in „immerwährende Räubereien und Gewalttätigkeiten“ mit seinen mächtigen Nachbarn in den Hochstiften Münster und Osnabrück verstrickt. Die Bischöfe Otto IV. von Münster und Dietrich von Osnabrück entschlossen sich daher zum gemeinsamen Widerstand gegen ihn. Nikolaus II. verlor die Auseinandersetzung und musste 1400 auf Teile seiner Niedergrafschaft Lingen zugunsten des Hochstifts Münster verzichten.
Sein Enkel Nikolaus III. von Tecklenburg-Schwerin führte ebenfalls ein Leben, das ihm den Beinamen „de Quade“, d. h. „der Böse“ einbrachte. Er verstieß seine Frau und brachte seine beiden Söhne gegen sich auf. Sein zweitältester Sohn Nikolaus IV. von Tecklenburg-Schwerin nahm ihn daher auf der Burg Tecklenburg gefangen. Der älteste Sohn Otto IX. von Tecklenburg fürchtete um sein Erbe und belagerte daraufhin die Burg. Im Friedensschluss zu Hamm von 1493 einigten sich die beiden Brüder und teilten die Grafschaft unter sich auf. Vater Nikolaus III. kam frei und musste in der Niedergrafschaft Lingen Wohnsitz nehmen. Die Grafschaft Tecklenburg und die Obergrafschaft Lingen wurden von den Söhnen gemeinsam verwaltet. Nach dem Tod von Nikolaus III. im Jahr 1496 stritten sich die Söhne um das Erbe. Der getroffene Vergleich sah vor, dass der älteste Sohn Otto IX. die Grafschaft Tecklenburg und Nikolaus IV. die komplette Grafschaft Lingen erhielt. So kam Mettingen mit der Obergrafschaft unter die Herrschaft von Nikolaus IV.
1526 verbündete sich Nikolaus IV. mit dem Herzog Karl von Egmond und brachte die gesamte Grafschaft Lingen in das Herzogtum Geldern ein, um es gleich wieder als Lehen zurückzubekommen. Durch diesen Tausch stärkte er seine Stellung gegenüber den nachbarlichen Bistümern.
Ottos Sohn Konrad von Tecklenburg-Schwerin übernahm nach dem Tod seines Vaters 1534 die Grafschaft Tecklenburg. Als sein Onkel Nikolaus IV. 1541 kinderlos starb, erbte er die Grafschaft Lingen und vereinigte so beide Grafschaften wieder unter seiner Herrschaft. Konrad von Tecklenburg-Schwerin hatte sich schon früh zur neuen Lehre der Reformation bekannt und führte nun als erster Landesherr im westfälischen Raum die Reformation ein. Auch schloss er sich dem Schmalkaldischen Bund evangelischer Herrscher an. Der Schmalkaldische Bund war ein in Schmalkalden geschlossenes Verteidigungsbündnis protestantischer Fürsten und Städte gegen die Religionspolitik des katholischen Kaisers Karl V., gleichfalls König von Spanien, Herzog von Burgund und Erbe des Hauses Habsburg. Karl V. versuchte den Protestantismus zurückzudrängen und konnte im Schmalkaldischen Krieg von 1546 bis 1547 den Bund zerschlagen. 1546 verhängte der katholische Kaiser die Reichsacht über Konrad von Tecklenburg-Schwerin. 1547 besetzten Truppen unter der Führung von Graf Maximilian von Büren auf Anordnung des Kaisers tecklenburgische Gebiete. Konrad musste dem Kaiser die Grafschaft Lingen sowie 25.000 Taler überlassen, um die Reichsacht wieder aufzuheben. Der Kaiser belehnte den siegreichen Grafen Maximilian am 29. Juni 1548 mit der Grafschaft Lingen. Der neue Lehnsgraf verstarb noch im selben Jahr und seine Tochter Anna von Egmond wurde Lehnsherrin. 1551 heiratete sie Egmont, Prinz Wilhelm von Nassau-Oranien. Kaiser Karl V. stimmte der Heirat unter der Bedingung zu, dass die Grafschaft Lingen an ihn veräußert wurde. Die Grafschaft wurde daraufhin für 120.000 Goldgulden an den Kaiser verkauft, der sie am 7. Mai 1550 seiner Schwester Maria von Ungarn, der Statthalterin der Niederlande, als Lehen übertrug.
Am 23. August 1556 verzichtete Kaiser Karl V. zugunsten seines ältesten Sohnes Philipp II. auf den spanischen Thron und zugunsten seines Bruders Ferdinand I. auf die Kaiserwürde. Er übertrug seine habsburgischen Besitzungen und die burgundischen Länder sowie die Grafschaft Lingen an Philipp II. Die Grafschaft Lingen und damit Mettingen waren nun eine spanische Besitzung und zugleich die östlichste Exklave der Spanischen Niederlande.
Die Grafschaft geriet daher auch in die Auseinandersetzung zwischen Spanien und den Niederlanden, als die Niederländer im Achtzigjährigen Krieg von 1568 bis 1648 ihre Unabhängigkeit von Spanien erkämpften. 1597 eroberte Prinz Moritz von Oranien die Grafschaft Lingen für die Utrechter Union und führte erneut die reformierte Konfession ein. 1605 wurde die Grafschaft vom spanischen Feldherren Ambrosio Spinola für Spanien zurückerobert und blieb bis 1632 in spanischer Hand. Nach dem Abzug der Spanier fiel die Grafschaft 1633 wieder an das Haus Nassau-Oranien.
1702 starb der englische König Wilhelm III. aus dem Haus Oranien und König Friedrich I. von Preußen erbte die Ober- und Niedergrafschaft Lingen. Er vereinigte sie 1707 wieder mit der käuflich erworbenen Grafschaft Tecklenburg. So wurde Mettingen preußisch und blieb es mit kurzen Unterbrechungen in der französischen Zeit von 1807 bis 1813. 1755 erhielten die Gemeinden eine preußische Dorfordnung.
1806 wurde die Grafschaft Lingen nach der Schlacht bei Jena und Auerstedt vom Königreich Holland besetzt und nach dem Frieden von Tilsit an das Napoleonische Kaiserreich abgetreten. 1808 kamen die beiden Grafschaften Tecklenburg und Lingen und damit auch Mettingen zunächst an das französisch beherrschte Großherzogtum Berg, wurden aber bereits 1811 einer Neuordnung unterworfen. Die Obergrafschaft wurde in das Département de l’Ems-Supérieur als eines der drei hanseatischen Departements eingegliedert. Das Département bestand bis 1813 und wurde nach dem Sieg über Napoleon wieder aufgelöst. Tecklenburg und die Obergrafschaft Lingen fielen wieder an die preußische Provinz Westfalen, während die Niedergrafschaft Lingen an das Königreich Hannover kam. 1816 wurde der Regierungsbezirk Münster eingeteilt und Mettingen kam zum Kreis Tecklenburg.
Die Gemeinde Mettingen gehörte bis zur Gebietsreform 1974 zum Kreis Tecklenburg. Am 1. Januar 1975 wurde Mettingen um Gebietsteile der Gemeinden Ibbenbüren-Land und Westerkappeln (zusammen 1,29 km² mit damals 192 Einwohnern) vergrößert und dem neuen Kreis Steinfurt zugeordnet.

### Einwohnerentwicklung
Die Einwohnerzahl von Mettingen stieg nach dem Zweiten Weltkrieg aufgrund des Zuzugs von Heimatvertriebenen deutlich an. Die Eingemeindung von Gebietsteilen der Gemeinden Ibbenbüren-Land und Westerkappeln am 1. Januar 1975 wirkte sich auf die Einwohnerzahlen kaum aus, da dort nur 192 Einwohner wohnten.
2010 lebten in der Gemeinde 358 ausländische Mitbürger (2,97 Prozent), Ende 2022 waren es 1076 Personen (8,72 Prozent).
| Jahr | Einwohner |
| ---- | --------- |
| 1950 | 6.200     |
| 1961 | 9.260     |
| 1970 | 10.011    |
| 1975 | 10.100    |
| 1980 | 10.300    |
| 1985 | 10.314    |

| Jahr | Einwohner |
| ---- | --------- |
| 1987 | 10.206    |
| 1990 | 10.161    |
| 1992 | 11.303    |
| 2003 | 12.576    |
| 2004 | 12.456    |
| 2005 | 12.354    |

| Jahr | Einwohner |
| ---- | --------- |
| 2006 | 12.277    |
| 2007 | 12.253    |
| 2008 | 12.207    |
| 2009 | 12.158    |
| 2010 | 12.105    |
| 2011 | 12.070    |

| Jahr | Einwohner |
| ---- | --------- |
| 2012 | 11.980    |
| 2013 | 11.922    |
| 2014 | 11.975    |
| 2015 | 12.134    |
| 2016 | 12.138    |
| 2017 | 12.181    |

| Jahr | Einwohner |
| ---- | --------- |
| 2018 | 12.206    |
| 2019 | 12.583    |
| 2020 | 12.219    |
| 2021 | 12.217    |
| 2022 | 12.330    |

## Religionen
Mit 66,6 % ist der überwiegende Teil der Einwohner von Mettingen katholischen Glaubens. 20,7 % der Einwohner sind evangelisch.
Die katholische Pfarrgemeinde St. Agatha Mettingen unterhält mit der Pfarrkirche St. Agatha Kirche und St.-Mariä-Himmelfahrt zwei Kirchen, drei Kindertagesstätten sowie zwei Pfarrheime, die als Begegnungsstätte und Treffpunkt aller kirchlichen Verbände und Gruppen der ganzen Pfarrgemeinde dienen. Weiterhin betreibt sie zwei Pfarrbüchereien, die öffentlich zugänglich sind, sowie den Jugendtreff „Kleine offene Tür“ für Jugendliche, auch wenn sie keiner kirchlichen Gruppierung angehören.
Die Evangelische Kirchengemeinde Mettingen gehört zum Evangelischen Kirchenkreis Tecklenburg. Als Kirche steht der Kirchengemeinde die Evangelische Kirche Mettingen zur Verfügung, die nicht nur die älteste Kirche, sondern auch das älteste Gebäude in Mettingen ist. Die Gemeinde ist weiterhin Träger des evangelischen Familienzentrums „Arche Noah“, in dem unter anderem ein evangelischer Kindergarten untergebracht ist.

## Politik

### Gemeinderat
Der Gemeinderat der Gemeinde Mettingen besteht seit der Kommunalwahl vom 25. Mai 2014 aus 26 Ratsfrauen und Ratsherren. Dies sind sechs Sitze weniger als die festgelegte Anzahl für eine Gemeinde mit einer Einwohnerzahl über 8000, aber nicht über 15.000 Einwohnern. Die Gemeinde Mettingen hat die im Kommunalwahlgesetz verankerte Möglichkeit zur Verringerung der Anzahl der zu wählenden Vertreter um 2, 4 oder 6 Vertreter genutzt. Die 26 Mitglieder des Gemeinderates werden durch eine Kommunalwahl für jeweils fünf Jahre gewählt.
Stimmberechtigt im Gemeinderat ist außerdem die hauptamtliche Bürgermeisterin Christina Rählmann (SPD).
Die Kommunalwahlen seit 2014 ergaben die folgenden Sitzverteilungen:
| Partei                             | Sitze 2020 | Sitze 2014 |
| ---------------------------------- | ---------- | ---------- |
| SPD                                | 12         | 12         |
| CDU                                | 8          | 9          |
| FDP                                | 1          | 1          |
| Mettinger Wählergemeinschaft (MWG) | 2          | 2          |
| Grüne                              | 3          | 2          |
| Gesamt                             | 26         | 26         |

### Bürgermeister
Die Bürgermeisterwahl 2014 gewann Christina Rählmann (SPD) mit 50,2 % der Stimmen. Sie setzte sich dabei deutlich gegen ihre drei männlichen Gegenkandidaten durch. Die Wahlbeteiligung lag bei 71,0 %. Sie wurde 2020 mit 73,23 % der Stimmen im Amt bestätigt.
Ehemalige Bürgermeister waren
- 1999–2014 Helmut Kellinghaus (parteilos)
- 1994–1999 Johannes Hackmann (CDU)
- 1969–1994 Josef Otte (CDU)
- 1964–1969 Joseph Focke (CDU)
- 1958–1964 Hubert Otte

### Wappen
Blasonierung: „In Silber drei rote Kleeblätter.“
Das Mettinger Wappen ist schildförmig und besteht aus drei gestielten Kleeblättern im Verhältnis 2:1. Vorlage für das Wappen ist das älteste bekannte Siegel von Gerhard von Mettingen aus dem Jahre 1292. Der Familie von Mettingen hatte im 12. bis 14. Jahrhundert Besitzungen auf Mettinger Gebiet. Gerhard von Mettingen war ab 1231 als tecklenburgischer Ministeriale tätig. Die Farben des ursprünglichen Wappens sind unbekannt, daher wählte man die Farben des Tecklenburger Grafschaftswappens: rote Seerosenblätter auf silbernem Grund. Das Wappen wurde 1938 zum Gemeindewappen erklärt und am 26. Oktober 1938 vom Oberpräsidenten Westfalens der Gemeinde übergeben.

Wappen der Gemeinde Mettingen ab 1938
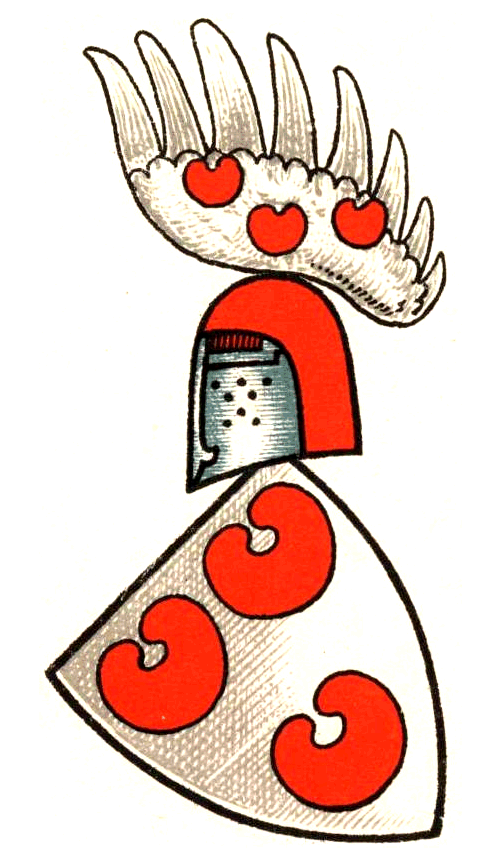
Tecklenburger Grafschaftswappen

### Gemeindepartnerschaft
Von 1978 bis 2009 bestand eine Partnerschaft mit der holländischen Gemeinde Raalte. Die Partnerschaft wurde offiziell am 25. August 1978 besiegelt und 2003 feierte man gemeinsam das 25-jährige Partnerschaftsjubiläum. Nach der Zusammenlegung der holländischen Gemeinde Raalte mit der Gemeinde Heino am 1. November 2003 wurde die Gemeindepartnerschaft neu bekräftigt, aber auf Beschluss des Gemeinderates der Gemeinde Raalte vom 26. Februar 2009 beendet.

## Kultur und Sehenswürdigkeiten

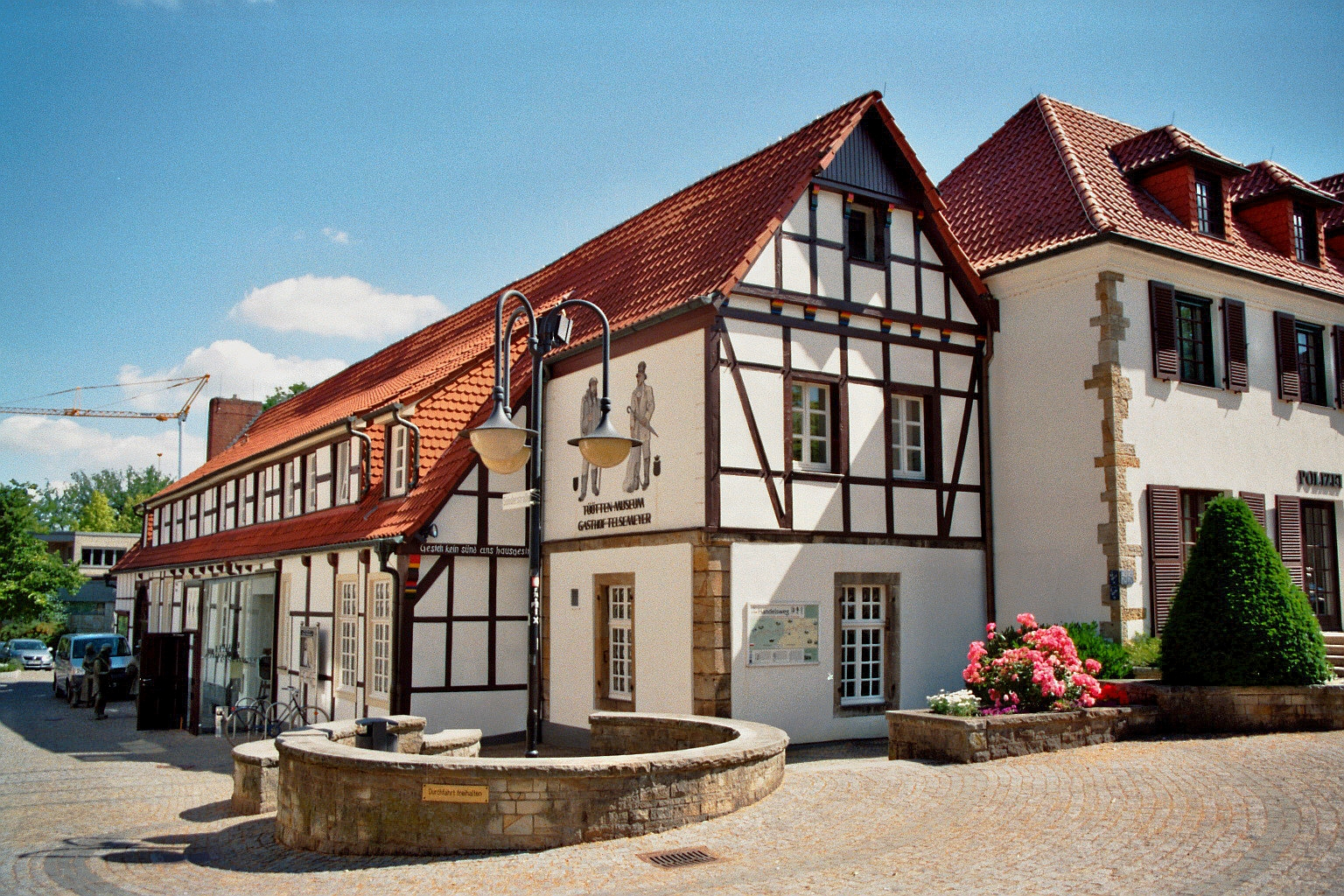
Tüöttenmuseum im Haus Telsemeyer

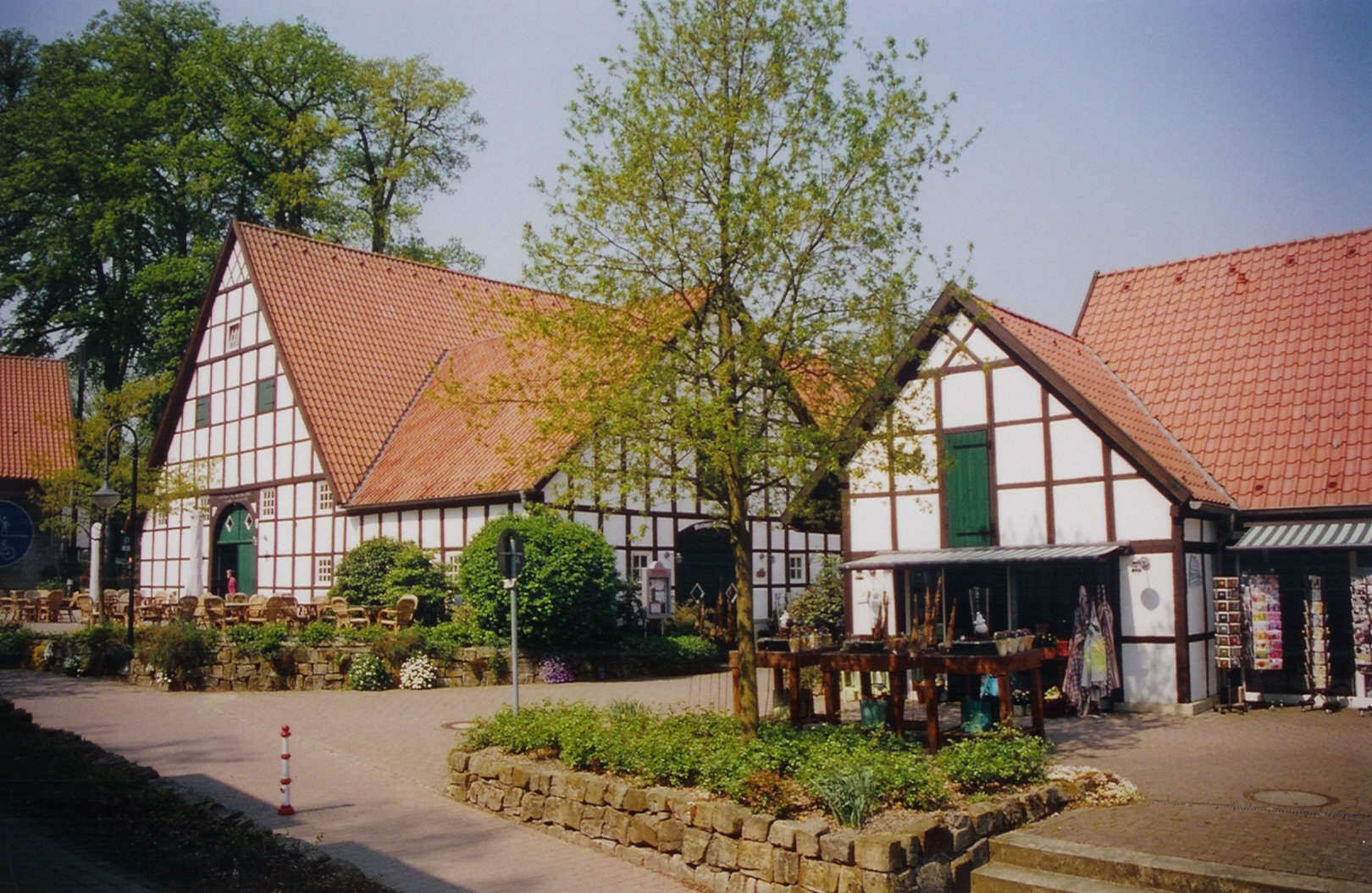
Schultenhof-Gebäude, in denen ein Schul- und ein Postmuseum untergebracht sind

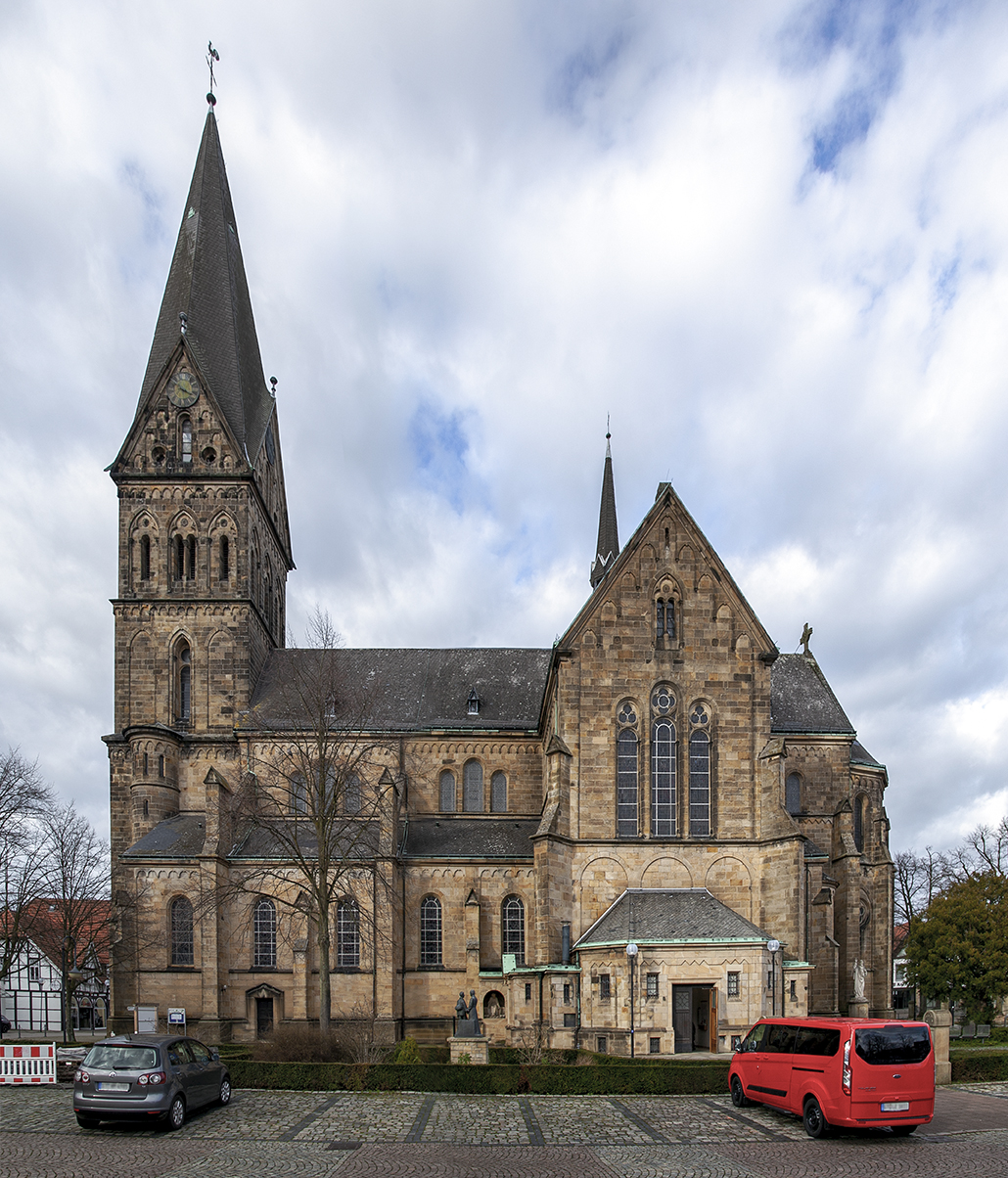
Katholische Pfarrkirche St. Agatha

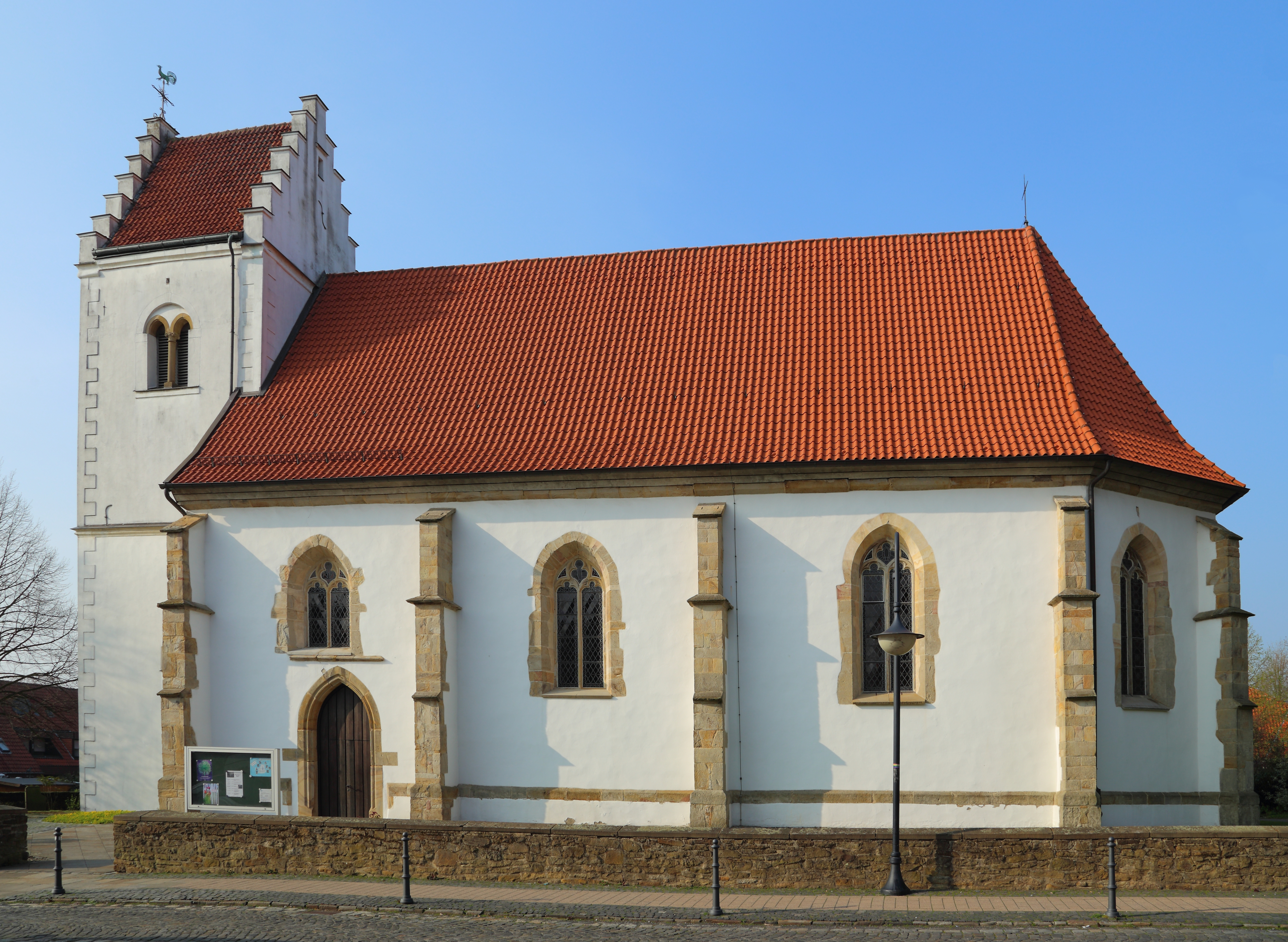
Evangelische Kirche Mettingen

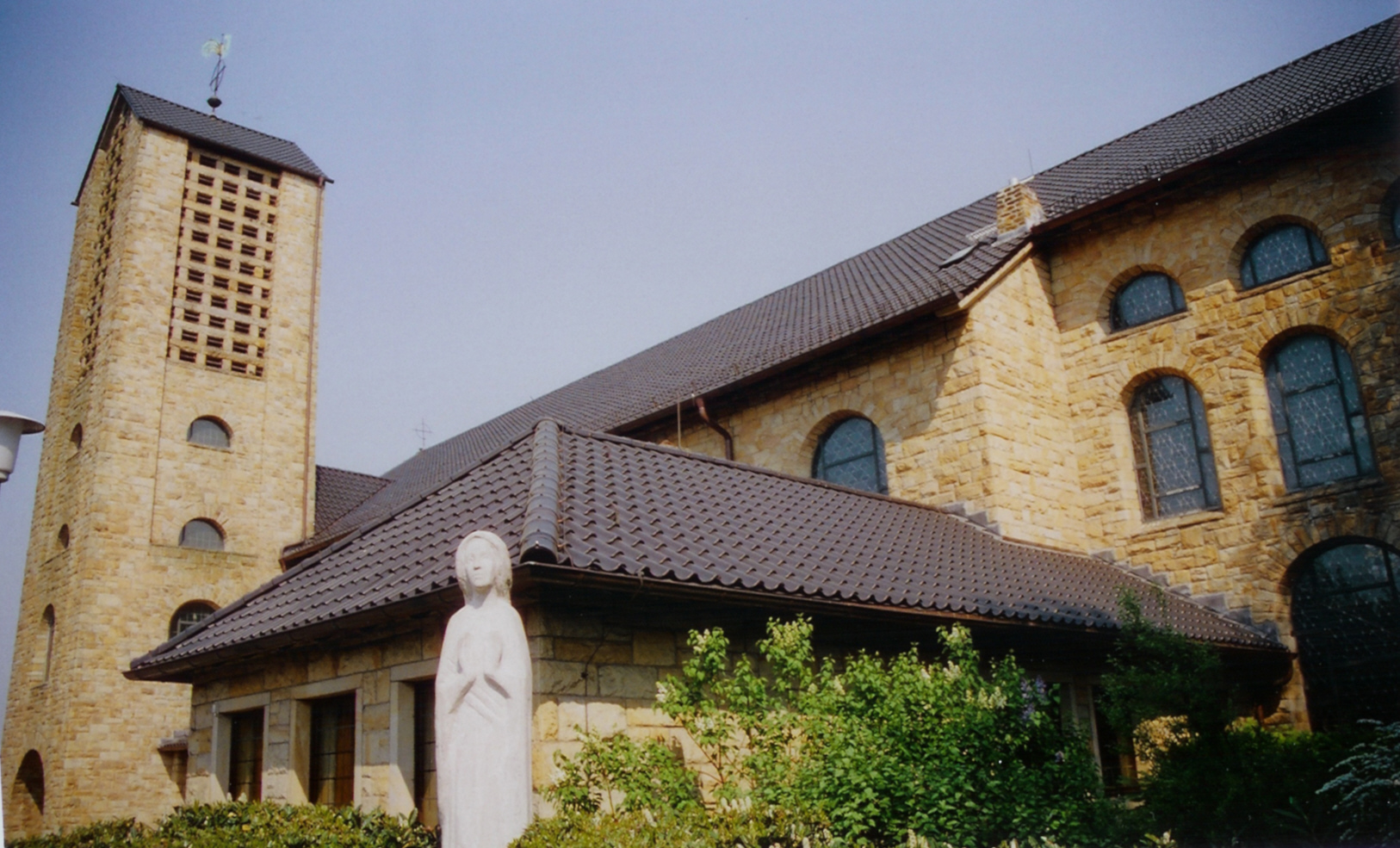
Katholische St.-Mariä-Himmelfahrts-Kirche im Ortsteil Schlickelde

In Mettingen sind eine ganze Reihe bemerkenswerter Fachwerk- und Sandsteinbauten zu finden. Eine lokale Besonderheit stellen die zahlreichen Tüöttenvillen dar. In der Liste der Baudenkmäler in Mettingen stehen die in der Denkmalliste des Kreises Steinfurt eingetragenen Denkmäler des Ortes.
Der 1989 gegründete Kulturverein Mettingen e. V. bietet im Jahresprogramm jeweils an verschiedenen Veranstaltungsorten (Bürgerzentrum, Schultenhof, Kunstspeicher und andere Plätze) innerhalb der Gemeinde Ausstellungen, Konzerte, Theateraufführungen und/oder Lesungen an.
Im KulturForum Mettingen gab es von 2003 bis 2006 gemeinsame Veranstaltungen des Kulturvereins Mettingen e. V. zusammen mit dem Förderverein Mettinger Schultenhof e. V.

### Museen und Ausstellungen
Im Innenhof des Hotel und Restaurants Haus Telsemeyer angliedernd an das heutige Rathaus ist seit 1962 das Tüöttenmuseum untergebracht, das vom Heimatverein betreut wird. Es besteht aus drei Fachwerkhäusern, in denen eine umfangreiche Sammlung von Möbeln, Gebrauchsgegenständen und Zeugnissen alten Brauchtums zu sehen ist. Das Museum will vor allem die Erinnerung an die Tüötten wachhalten.
Im Schultenhof-Gebäude ist ein Schulmuseum eingerichtet. Das maßgeblich von Horst Michaelis, dem früheren Leiter der Paul-Gerhardt-Schule, initiierte Museum widmet sich vor allem der Erinnerung an die vormaligen Dorf- und Bauerschaftsschulen der Gemeinde. Neben zahlreichen Exponaten – ein Schwerpunkt sind historische Schulbücher – werden Pädagogik, Lernmethoden und Schulalltag der früheren Zwergschulen in kurzen Texten erläutert.
Ebenfalls im Schultenhof ist das Mettinger Postmuseum untergebracht. Darin lassen sich nicht nur Raritäten wie die erste Briefmarke der Welt bestaunen, sondern noch zahlreiche weitere Briefmarken und Exponate aus der regionalen und überregionalen Postgeschichte, die Museumsgründer Clemens Beckemeyer, ein ehemaliger Postbeamter, in jahrzehntelanger Sammeltätigkeit zusammengetragen hat. Neben Poststempeln werden eine Vielzahl von Fernsprechgeräten, darunter auch ein Exemplar des ersten Pulttelefons aus dem Jahr 1903, gezeigt. Anhand der umfangreichen Dokumentensammlung lässt sich fast die gesamte Postgeschichte der Region nachvollziehen.
Im Jahre 2009 wurde die Draiflessen Collection auf private Initiative der Unternehmerfamilie Brenninkmeijer gegründet. Der Name stammt aus der Sprache der Tüötten-Händler (Drai = drei, Flessen = Flachs/Leinen). Das Kunstmuseum ist gemeinnützig und öffentlich zugänglich. Es präsentiert regelmäßig Ausstellungen zu gesellschaftlich relevanten Themen, die aus künstlerischer und wissenschaftlicher Perspektive beleuchtet werden.

### Sehenswürdigkeiten und Bauwerke
Das Wahrzeichen von Mettingen ist die katholische St.-Agatha-Kirche der katholischen Pfarrgemeinde St. Agatha Mettingen. Die neugotische dreischiffigen Basilika mit Querhaus ist mit ihrem 75 Meter hohen Turm noch weit im Umland zu sehen. Die zu Ehren der Hl. Agatha geweihte Pfarrkirche wurde von 1891 bis 1894 durch Wilhelm Rincklake gebaut.
Die Evangelische Kirche Mettingen ist das älteste Gebäude in Mettingen und die dritte Kirche an dieser Stelle. Das Langhaus ist als spätgotische Saalkirche mit dreiseitigem Chorschluss ausgeführt und wurde in der Zeit zwischen 1450 und 1500 erbaut. Die unteren Geschosse des Kirchturms gehörten vermutlich noch zur ersten Kirche und stammen aus dem 12. Jahrhundert. Die ursprünglich katholische Kirche diente ab 1602 und endgültig seit 1674 als Gotteshaus der Evangelischen Kirchengemeinde.
Ebenfalls zur römisch-katholischen Pfarrgemeinde St. Agatha Mettingen gehört die im Ortsteil Schlickelde stehende Marienkirche St.-Mariä-Himmelfahrt. Sie wurde 1950 bis 1954 gebaut, von 2000 bis 2002 aufwendig renoviert und bietet bis zu 300 Sitzplätze. Die Patronin der Kirche ist Maria, die Mutter Jesu.
Auf dem Marktplatz von Mettingen, direkt vor dem Nordportal der Pfarrkirche St. Agatha steht der denkmalgeschützte Michaelsbrunnen. Der im Jahr 1902 eingeweihte Brunnen mit dem Standbild des Erzengels Michael erinnert an zwei wichtige Daten in der Mettinger Geschichte und ist gleichzeitig ein Kriegerdenkmal, da auf ihm die Namen der Mettinger Gefallenen der deutschen Einigungskriege von 1864 und 1870/1871 verzeichnet sind.
Vor dem Haus Telsemeyer steht die Figurengruppe Bergmann, Tüötte und Bäuerin mit Kind. Die von der Emsdettener Künstlerin Anne Daubenspeck-Focke 1988 geschaffenen lebensgroßen Bronzefiguren symbolisieren die drei Berufe, die die Geschichte der Gemeinde nachhaltig beeinflusst haben.

### Naturdenkmäler

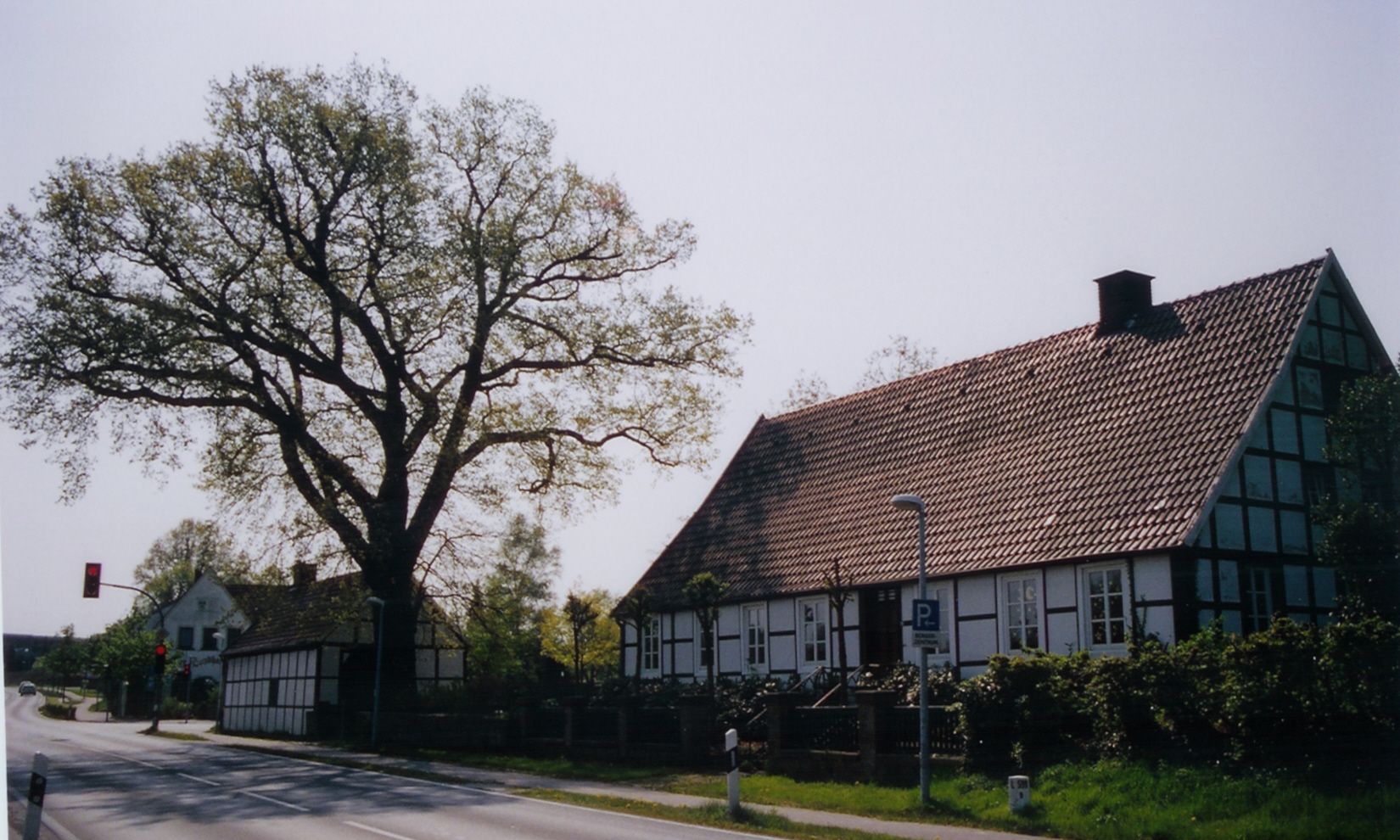
Georgshof mit der Georgseiche

Das einzige Mettinger Naturdenkmal ist die so genannte Georgseiche, eine mehrere hundert Jahre alte Stieleiche. Der Baum an der Kreuzung Recker Straße/Schwarze Straße wurde 1990 als Naturdenkmal ausgewiesen und beschirmt den historischen Georgshof.
Daneben gibt es in Mettingen noch zahlreiche besonders prächtige Blutbuchen, deren älteste vermutlich ein 1792 gepflanztes Exemplar hinter dem vormaligen Tüöttenhaus Voß (jetzt ein Ärztehaus) an der Sunderstraße ist. Darüber hinaus wird das Dorfbild auch von imposanten Eibenhecken geprägt.

### Sport

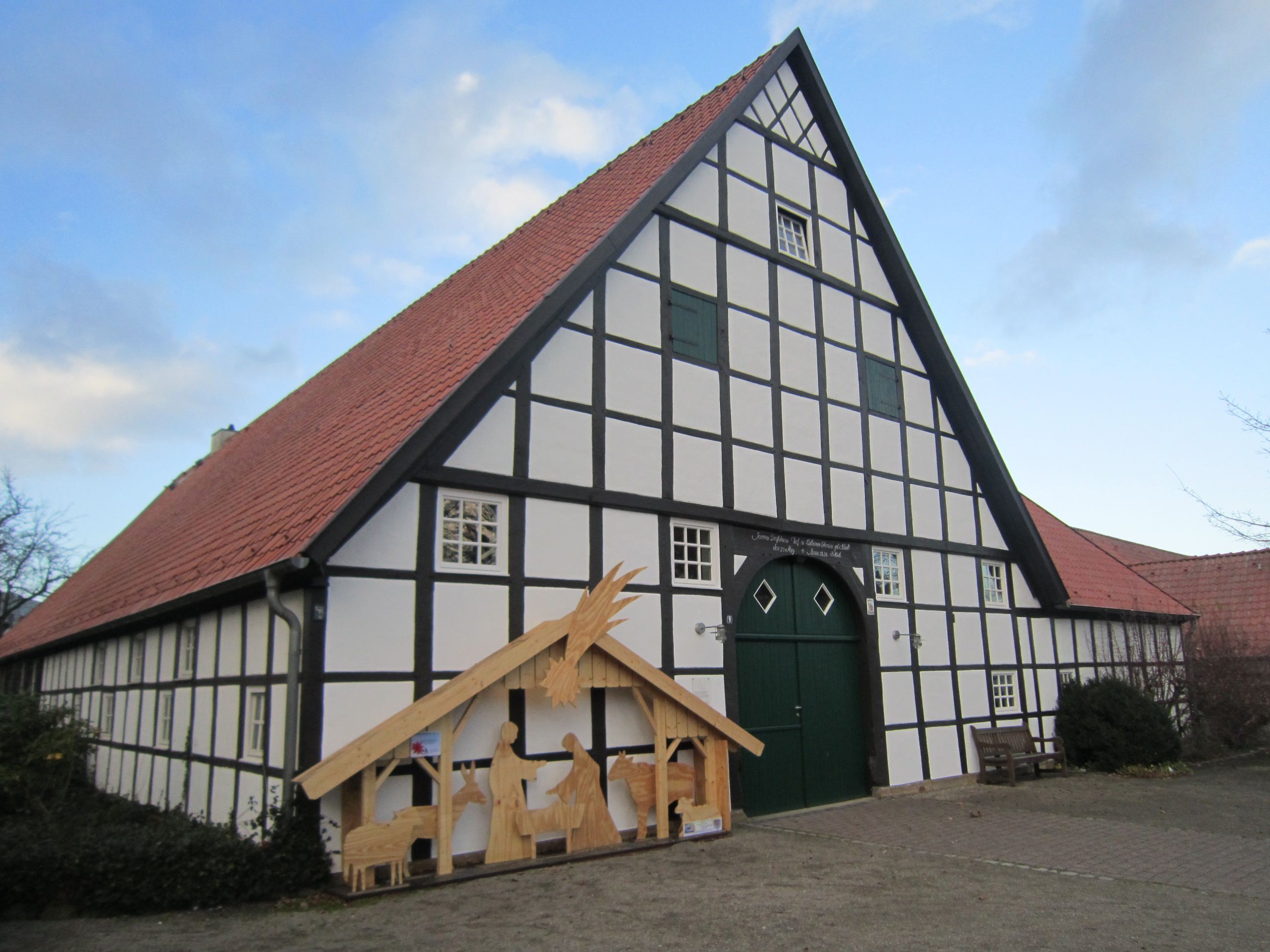
Station des Krippenwegs: der Schultenhof

Die Sportvereine der Gemeinde Mettingen sind im Kreissportbund Steinfurt e. V. organisiert. Der Kreissportbund hatte für die Gemeinde Mettingen im Jahr 2010 vierzehn Sportvereine mit zusammen 4069 Mitgliedern registriert. Damit sind 33,59 % der Einwohner in einem oder mehreren Sportvereinen vertreten.
Der größte Mettinger Sportverein ist der VfL Eintracht Mettingen. Der Verein wurde 1921 gegründet und beherbergt die Sparten Fußball, Handball und Badminton.
Der 1930 gegründete Turnverein TV Mettingen hat rund 1250 Mitglieder und bietet seinen Mitgliedern die Sparten Breitensport, Gesundheitssport, Turnen, Judo, Tanz und Bewegung sowie Leichtathletik. Der Verein stellte mit Annika Suthe mehrfach die Deutsche Juniorenmeisterin sowie einmal die Junioreneuropameisterin und die Juniorenvizeweltmeisterin im Speerwurf.
Der Tischtennisverein TTV Mettingen, der 1962 gegründet wurde, hat insgesamt 156 Mitglieder und stellt 10 Mannschaften im Herren-, Damen- und Jugendbereich. Er richtet jedes Jahr im Mai das internationale Sparkassenturnier über vier Tage aus. Es ist mit im Durchschnitt über 1000 Meldungen eines der größten Turniere Deutschlands an einem Wochenende. Die 1. Herrenmannschaft des TTV Mettingen spielt in der Saison 2018/2019 in der Landesliga.
Die Kunstturnschule Mettingen 2000 e. V. widmet sich der klassischen Form des Kunst- oder Geräteturnens für Jungen und Mädchen.
Weitere Sportvereine sind die Bogensportgemeinschaft Mettingen e. V., der Ballonsportclub Teuto e. V., der Tennisverein TSC Rot-Weiß Mettingen e. V., der Reitverein Mettingen sowie zahlreiche Schützenvereine.

### Regelmäßige Veranstaltungen
In Mettingen findet jedes Jahr am letzten Aprilwochenende die kleine Frühjahrskirmes und am letzten Augustwochenende die „große“ Herbstkirmes auf dem Marktplatz rund um die St. Agatha-Kirche statt. Von Donnerstag vor dem ersten Adventswochenende bis zum ersten Adventssonntag ist in Mettingen jedes Jahr an selber Stelle Weihnachtsmarkt. Vom 8. Dezember bis zum 6. Januar des darauffolgenden Jahres werden entlang des Mettinger Krippenwegs im Ortszentrum Weihnachtskrippen aufgebaut.
Weitere Veranstaltungen sind der Bauern- und Blumenmarkt im Frühjahr und das Ärrappelfest (Kartoffelfest) im Herbst.
Seit 2014 findet jährlich im August das Meetmusic-Festival im Draiflessen Conference statt.

### Kulinarische Spezialitäten
Aufgrund der Tüötten-Tradition ist Mettingen besonders für sein Pumpernickel, seine Kartoffelpfannekuchen und den Kornbrand aus der Brennerei Langemeyer bekannt.
In der Vorweihnachtszeit gibt es in Mettingen außerdem das sogenannte Klaushähnchen, ein hähnchenförmiges Gebäck aus Hefeteig mit Anis, bestreut mit Zucker. Zur Zeit der Kartoffelernte gibt es in Mettingen außerdem den sog. Gummistuten oder Ärappelstuten – ein weiches, leicht süßliches Weißbrot.

## Wirtschaft und Infrastruktur

### Verkehr
Straßenverkehr
Mettingen ist über die Landesstraße L599 an die Bundesautobahn 1 bei Osnabrück und über die Landesstraße L796 an die Bundesautobahn 30 von der niederländischen Grenze bis Bad Oeynhausen in Ostwestfalen-Lippe angebunden.
Öffentlicher Personennahverkehr
Buslinien im Taktverkehr verbinden Mettingen mit Osnabrück, Recke und Ibbenbüren. Der Busverkehr wird durch den Regionalverkehr Münsterland betrieben.
| Linie | Verlauf                                                     | Takt                                          |
| ----- | ----------------------------------------------------------- | --------------------------------------------- |
| S10   | Recke – Mettingen – Westercappeln – Osnabrück Hbf           | 30/60 min (Mo–Fr), 60 min (Sa–So)             |
| R16   | Mettingen – Westercappeln – Wersen – Büren – Osnabrück Hbf  | 20 min (Mo–Fr), 30 min (Sa–So)                |
| R20   | Mettingen – Laggenbeck                                      | 60 min (Mo–Fr), 60/120 min (Sa), 120 min (So) |
| R24   | Mettingen – Ibbenbüren                                      | 60 min (Mo–Sa)                                |
| N19   | Ibbenbüren – Mettingen – Westerkappeln – Wersen – Osnabrück | Vier Buspaare (Sa auf So)                     |

Bahnverkehr
Der Bahnhof von Mettingen liegt an der Eisenbahnstrecke Tecklenburger Nordbahn, die von Osnabrück Hbf über Westerkappeln, Mettingen, Recke nach Rheine führt. Auf der Strecke fahren zurzeit gelegentlich Güterzüge sowie Museumszüge. Der Personenverkehr wurde bereits am 28. Mai 1967 eingestellt. Da es vor allem in Richtung Osnabrück starke Pendler- und Verkehrsströme gibt, ist eine Reaktivierung des schienengebundenen Personenverkehrs in der Diskussion. Im Nahverkehrsplan SPNV Westfalen-Lippe ist aufgrund einer guten Wirtschaftlichkeitsprognose die Wiederinbetriebnahme als moderne Regionalbahn von Osnabrück nach Recke im 30-Minuten-Takt vorgesehen. Dabei könnten als Bahnhaltepunkt die schon bestehende Bahnstation Mettingen sowie ferner als Bedarfshalt Mettingen-Schlickelde vorgesehen werden.
Schiffsverkehr
An der Lände Mettingen gibt es einen kleinen Hafen mit 90 m Kailänge, zwei Portalkränen sowie Frei- und Hallenlagerflächen.
Campingplatz
Am Rande Mettingens befindet sich der Campingplatz 'Zur schönen Aussicht' mit integrierter Gaststätte und Schwimmbad. Er enthält 55 Plätze für Kurzzeittouristen und 45 Plätze für Dauercamper. Am 4. Juni 2016 wurde dieser Campingplatz 50 Jahre alt.

### Pendler
Mettingen ist eine klassische Auspendlergemeinde, in der wesentlich mehr Personen aus- als einpendeln.
Die Zahl der Auspendler betrug im Jahr 2015 4262 Personen, die der Einpendler 2988.
Die wichtigsten Arbeitsorte der Mettinger Bevölkerung sind Ibbenbüren, Osnabrück und Recke.
Innerörtlich sind neben den Einpendlern auch 2236 Mettinger Bürger im Ort beschäftigt, was eine Gesamtzahl von 5224 Sozialversicherungsbeschäftigten ergibt.
Der Abbauprozess mit der verbundenen Schließung des Bergwerkes Ibbenbüren hat in den Zahlen noch keinen Niedergang gefunden und wird erst in den kommenden Erfassungen bemerkbar sein.
Auspendler
| Arbeitsort    | 2013 | 2014 | 2015 | 2016 | 2017 |
| ------------- | ---- | ---- | ---- | ---- | ---- |
| Ibbenbüren    | 1440 | 1349 | 1348 | 1342 | 1274 |
| Osnabrück     | 626  | 633  | 637  | 655  | 687  |
| Recke         | 202  | 222  | 228  | 224  | 231  |
| Westerkappeln | 188  | 216  | 217  | 233  | 217  |
| Rheine        | 207  | 199  | 191  | 179  | 195  |
| Münster       | 159  | 164  | 177  | 185  | 178  |
| Tecklenburg   | 141  | 146  | 158  | 173  | 188  |
| Lotte         | 157  | 143  | 155  | 161  | 175  |
| Hörstel       | 116  | 117  | 113  | 137  | 133  |
| Lengerich     | 74   | 73   | 82   | 94   | 94   |

Einpendler
| Wohnort       | 2013 | 2014 | 2015 | 2016 | 2017 |
| ------------- | ---- | ---- | ---- | ---- | ---- |
| Ibbenbüren    | 1064 | 1096 | 1101 | 1111 | 1178 |
| Recke         | 458  | 471  | 457  | 515  | 537  |
| Westerkappeln | 304  | 296  | 289  | 306  | 302  |
| Osnabrück     | 180  | 205  | 225  | 233  | 258  |
| Hörstel       | 96   | 103  | 104  | 106  | 115  |
| Lotte         | 99   | 96   | 95   | 93   | 102  |
| Hopsten       | 79   | 78   | 84   | 91   | 96   |
| Neuenkirchen  | 68   | 67   | 68   | 62   | 64   |
| Rheine        | 61   | 55   | 62   | 59   | 58   |
| Bramsche      | 47   | 49   | 45   | 46   | 44   |

### Modal Split
Der Modal Split beschreibt die Anteile bei der Auswahl der Verkehrsmittel für den Personenverkehr in der Gemeinde Mettingen. Aufgrund einer ähnlichen Strukturierung der Gemeinden Mettingen, Recke und Hopsten wurden sie zusammen untersucht
| Verkehrsmittel | zu Fuß | Fahrrad | ÖPNV | Kfz  | Jahr |
| -------------- | ------ | ------- | ---- | ---- | ---- |
| Anteil         | 8 %    | 23 %    | 4 %  | 64 % | 2011 |

### Ansässige Unternehmen
Mettingen ist die Heimat der Brennerei C. Langemeyer, die 1790 in Mettingen gegründet wurde. Die Unternehmensgeschichte von C. & A. Brenninkmeyer begann ebenfalls in Mettingen. Zudem war Mettingen Heimat von Josef Wiese, einem der Gründer von Coppenrath & Wiese. Der Produktionsstandort der im Jahr 1975 gegründeten Konditorei mit rund 1400 Beschäftigten befindet sich seit 1991 in Mettingen. Mettingen war der Sitz des Verlags bkv brasilienkunde-verlag.

### Bergbau
- Bergwerk Ibbenbüren
- Erzbergbau bei Ibbenbüren

## Medien und Bildung

### Medien
Die Gemeinde Mettingen liegt im Einzugsbereich mehrerer regionaler Tageszeitungen. Von diesen bietet jedoch nur noch die Ibbenbürener Volkszeitung eine eigenständig erarbeitete Mettinger Lokalseite. Nachrichten über Mettingen finden sich aber auch in der Neuen Osnabrücker Zeitung mit ihrer Lokalausgabe West (Lotte, Ibbenbüren, Westerkappeln, Tecklenburg) und den Westfälischen Nachrichten in der Teilausgabe Westerkappelner Zeitung/Tecklenburger Kreisblatt. Als Sonntagszeitung erschien bis zu ihrer Einstellung Anfang 2014 die Osnabrücker Sonntagszeitung. Als Anzeigen-Gratis-Wochenblätter werden WIR in..., Ibbenbürener Anzeiger und Unser Wochenende verteilt. Daneben trägt die örtliche Kaufmannschaft das Gratis-Magazin Marktplatz Mettingen, das seit 2010 regelmäßig im Abstand von zwei Monaten herausgebracht wird. Als regionales Internetfernsehen präsentiert mazzTV regelmäßig auch Beiträge über die Gemeinde im Internet. Daneben existieren eine Reihe von Periodika, die von Vereinen und den beiden Kirchengemeinden herausgegeben werden.

### Bildung
- Grundschulen
  - Ludgeri-Schule
  - Paul-Gerhardt-Schule

- Weiterführende Schulen
  - Josef-Schule (Hauptschule)

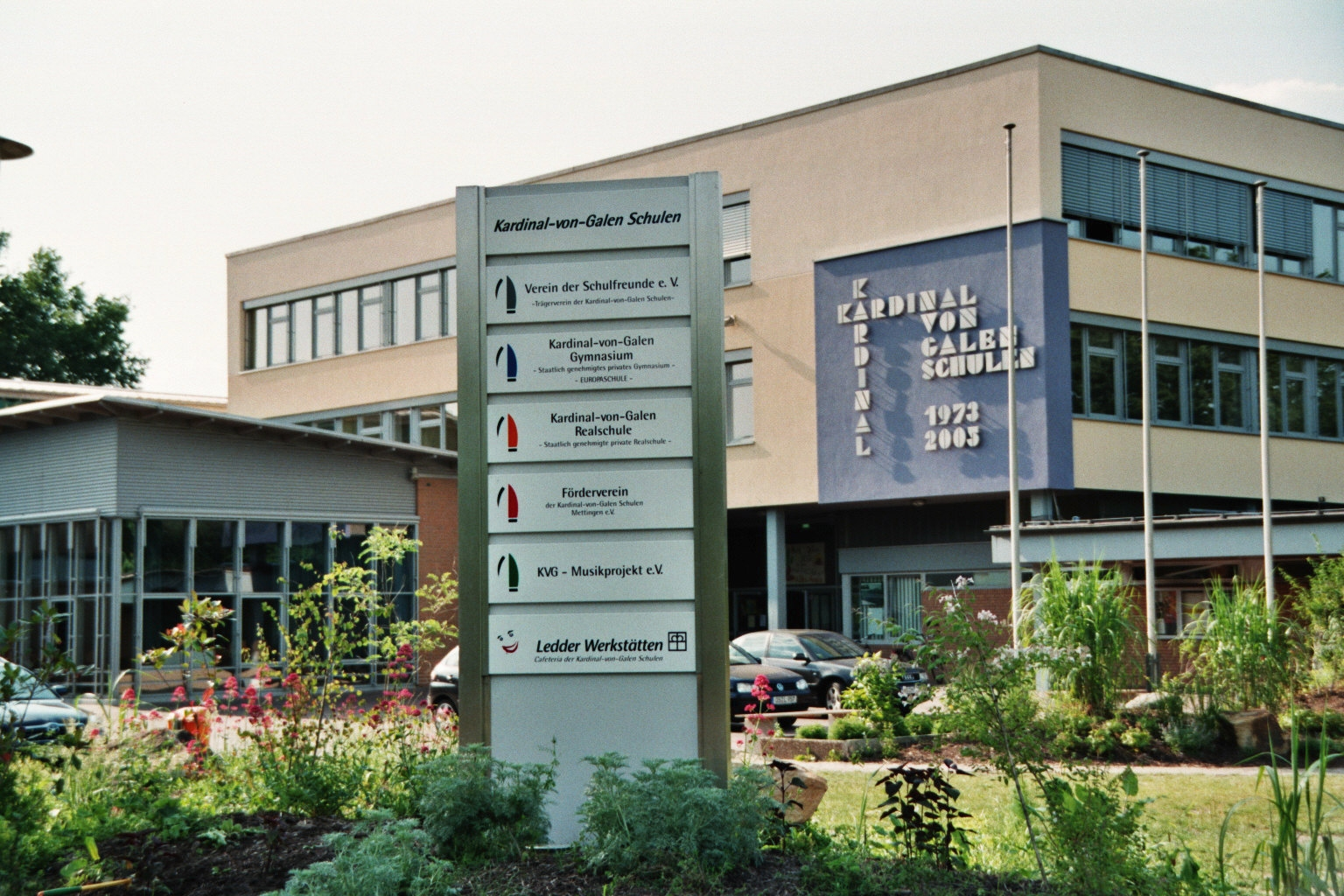
Die Kardinal-von-Galen-Schulen werden in privater Trägerschaft geführt

  - Kardinal-von-Galen-Schulen (Realschule und Gymnasium in Trägerschaft des Vereins der Schulfreunde): Das Gymnasium bietet einen bilingualen Zweig an, das heißt in den Klassen 5 und 6 haben die Schüler zwei Wochenstunden Englisch mehr, als die Parallelklassen (7 statt 5 Stunden) und in den Klassen 7 bis 10 werden die Fächer Erdkunde, Geschichte und Politik in englischer Sprache unterrichtet. Das Gymnasium ist seit 2005 auch Europaschule und seit 2009 eine Schule ohne Rassismus – Schule mit Courage.

- Förderschulen
  - Ernst-Klee-Schule, LWL-Förderschule, Förderschwerpunkt körperliche und motorische Entwicklung[39]
  - Barbaraschule, Förderschwerpunkt Lernen

- Sonstige Bildungseinrichtungen

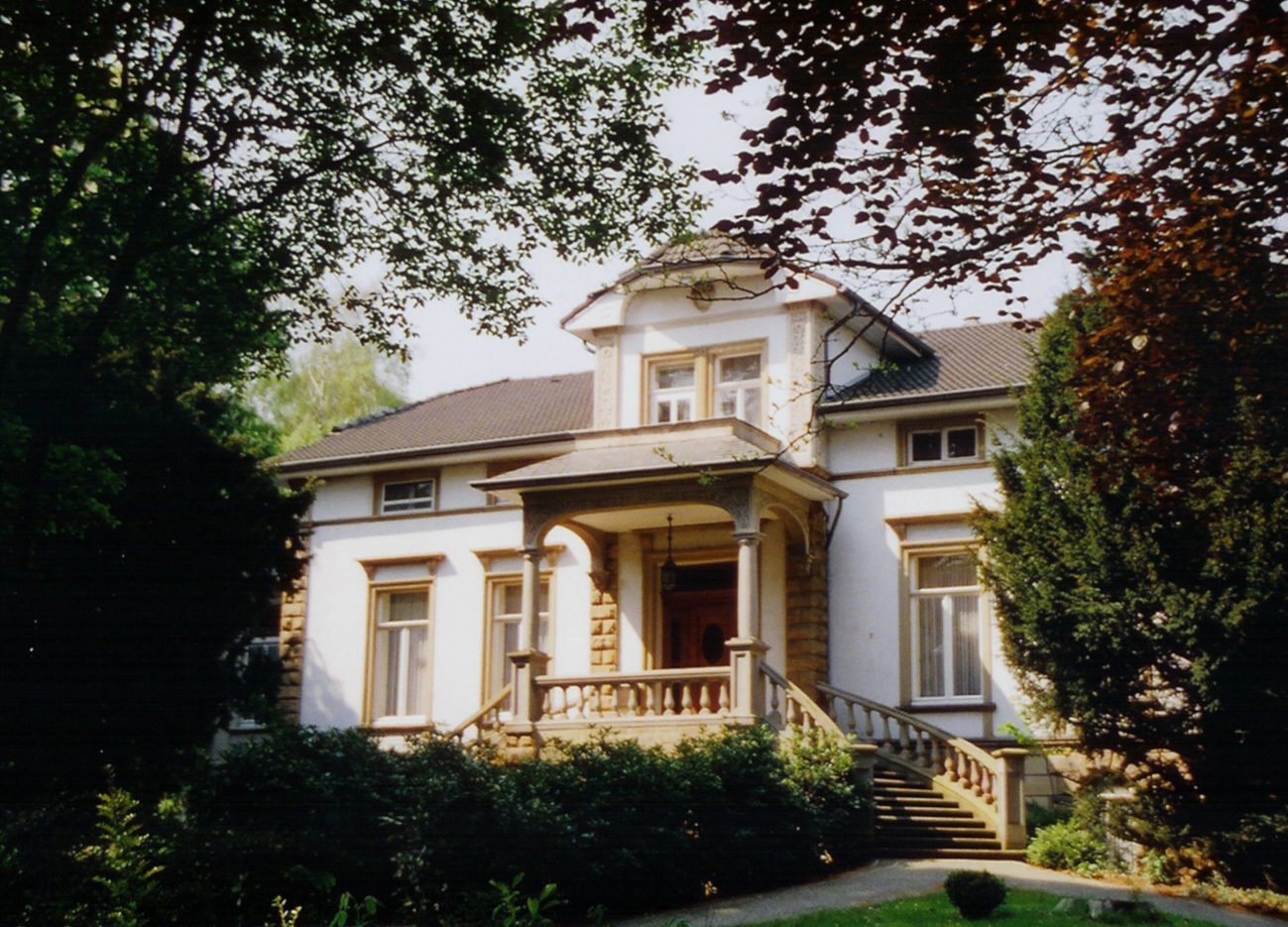
In der 1880 erbauten Villa „Burg Voß“ ist seit 1960 ein Franziskanerkloster untergebracht

  - Comenius-Kolleg: Das von Franziskanern geleitete Weiterbildungskolleg führt Erwachsene über den 2. Bildungsweg zum Abitur. Ebenfalls gibt es dort ein Studienkolleg, das Luso-brasilianische Studienkolleg. Im dortigen Schulkomplex findet sich auch das wissenschaftliche Institut für Brasilienkunde (Instituto de Brasilologia), dessen Bibliothek mit mehr als 35.000 Bänden eine der größten Fachbibliotheken zu Brasilien im deutschsprachigen Raum darstellt.

## Persönlichkeiten

### Söhne und Töchter der Gemeinde
- Clemens Brenninkmeyer (1818–1902), Mitbegründer des weltweit aktiven Unternehmens C&A
- August Brenninkmeyer (1819–1892), Mitbegründer des weltweit aktiven Unternehmens C&A
- August Langemeyer (1859–1920), deutscher Brennereibesitzer und Abgeordneter
- Peter Resch (1873–1966), Generalrektor der Pallottiner
- Albert Freude (1877–1956), römisch-katholischer Pfarrer und langjähriger Dechant des Dekanats Ibbenbüren
- Hubert Rickelmann (1883–1961), Heimatforscher und Buchautor
- Margarethe Held (1894–1981), autodidaktische Zeichnerin
- Siegfried Schneider (1894–1935), Franziskaner-Pater und Verfasser christlicher Literatur
- Gregor Determann (1911–1993), Zentrumspolitiker, Mitglied des Deutschen Bundestages von 1949-1953
- Georg Langemeyer (1929–2014), Franziskaner-Pater und katholischer Theologe
- Josef Otte (1931–2012), Bergmann und Kommunalpolitiker; von 1969 bis 1994 Bürgermeister der Gemeinde Mettingen
- Josef Wiese (1932–2009), Bäcker und Konditor sowie Unternehmer und Erfinder, Mitgründer der Conditorei Coppenrath & Wiese
- Kasper König (1943–2024), von 2000 bis Ende Oktober 2012 Direktor des Museums Ludwig, Kunstprofessor und Kurator
- Alfred Wesselmann (* 1948), Gymnasiallehrer und Historiker
- Georg Bühren (* 1955), Hörspielregisseur, Autor und Musiker
- Werner Beckemeyer (* 1959), Schachspieler und -trainer, trägt seit 1992 den Titel eines Internationalen Meisters
- Frank Sundermann (* 1965), SPD-Politiker und nordrhein-westfälischer Landtagsabgeordneter
- Peter Niemeyer (* 1983), deutscher Fußballspieler
- Annika Suthe (* 1985), deutsche Speerwerferin, Olympiateilnehmerin 2004 und Junioreneuropameisterin
- Felix Lobrecht (* 1988), deutscher Stand-Up-Comedian, Podcast-Moderator, Buchautor
- Joschua Knüppe (* 1992), Konzept- und Paläokünstler
- Philipp Herkenhoff (* 1999), Basketballspieler

### Personen, die in der Gemeinde gewirkt haben
- Edmund Löns (1880–1964), Forstmann und Kynologe
- Joseph Focke (1906–1990), Tierarzt und Kommunalpolitiker der CDU, von 1948 bis 1951 Amtsbürgermeister des Amtes Mettingen und von 1964 bis 1969 Bürgermeister der Gemeinde Mettingen
- Josef Homeyer (1929–2010), Bischof von Hildesheim, war Kaplan in der Pfarrgemeinde St. Agatha
- Alfred Cordes (* 1948), Schriftsteller und Lehrer, wohnte von 1982 bis 1988 in der Bauerschaft Schlickelde und schrieb dort auch seinen Roman Caspar Coppenrath

### Ehrenbürger
Die Ehrenbürgerschaft ist die höchste von der Gemeinde Mettingen vergebene Auszeichnung für eine Persönlichkeit, die sich in herausragender Weise um das Wohl oder Ansehen der Gemeinde verdient gemacht hat. Mettingen hat die Ehrenbürgerschaft an folgende Persönlichkeiten verliehen:
- Clemens Brenninkmeyer (1932)
- Franz Brenninkmeyer (1969)
- Theodor Kersting (1973)
- Josef Wiese (2005)